# Alhandra (Paraíba)
Pour les articles homonymes, voir Alhandra.
Alhandra est une ville brésilienne de l'est de l'État de la Paraíba.
Sa population était estimée à 18 183 habitants en 2007. La municipalité s'étend sur 183 km2.